# Alphonse Weicker
Ferdinand Maria Alphons (Alphonse) Weicker (Sandweiler, 14 januari 1891 – aldaar, 12 februari 1973) was een Luxemburgse bankier en voetballer.

## Leven en werk
Alphonse Weicker was een zoon van agronoom en politicus Jean-Baptiste Weicker (1853-1930) en Odilia Sussenthaller. Hij bezocht het Athénée grand-ducal. Weicker voetbalde tijdens zijn jeugd en was in 1911 de eerste keeper van het Luxemburgs nationaal elftal. Hij studeerde rechten en economie in München, Parijs, Keulen en Genève. Hij was vervolgens een aantal jaren advocaat in Luxemburg-Stad. 
In 1919 was Weicker met Léandre Lacroix medeoprichter van de Banque Générale du Luxembourg. Hij werd directeur (1919-1969) van de bank en voorzitter van de Raad van Bestuur (1962-1970). Hij had diverse nevenfuncties en was onder meer voorzitter van de kunstenaarsvereniging Cercle Artistique de Luxembourg (1950-1958) en de Fédération des Industriels luxembourgeois (1953-1966). 
Weicker ontving onderscheidingen uit binnen- en buitenland. Hij overleed op 82-jarige leeftijd en werd begraven in Sandweiler. In Kirchberg werden een straat (1974) en een tramhalte (2017) naar hem vernoemd.

## Onderscheidingen
- Grootofficier in de Orde van de Eikenkroon
- Commandeur in de Orde van Verdienste van Adolf van Nassau
- Commandeur in de Leopoldsorde
- Commandeur in de Kroonorde van België (1961)[8]
- Commandeur in de Orde van Leopold II
- Grootkruis van Verdienste in de Orde van Verdienste van de Bondsrepubliek Duitsland
- Ridder in het Legioen van Eer